# Диккер, Жак
Жак Диккер (Яков Моисеевич Дикер; 31 июля 1879, Хотин, Бессарабская губерния — 17 ноября 1942, Женева) — швейцарский политик-социалист, адвокат.

## Биография
Родился в 1879 году в Хотине в еврейской семье. Его отец, хотинский купец второй гильдии Моисей Исаакович Дикер (1849 — после 1924), был управляющим имением И. М. Оболенского, позже владел маслохранилищем; мать Ева Марковна Дикер (в девичестве Городиская) была домохозяйкой. Дед, Исаак (Ицко) Гершкович Дикер (1818 — после 1907) — купец второй гильдии.
В раннем детстве жил с родителями в Киеве, где в 1886 году родился его младший брат Марк. В 1899 году окончил Каменец-Подольскую губернскую мужскую гимназию. Учился на юридическом отделении Императорского университета Святого Владимира в Киеве. Принимал участие в революционном движении (член партии социалистов-революционеров), был арестован и после освобождения в 1906 году бежал в Женеву, где вступил в Социалистическую партию Швейцарии. В 1909 году окончил юридический факультет Женевского университета. В 1915 году получил швейцарское гражданство и право на юридическую практику. Возглавлял русское юридическое бюро в Женеве.
Был близким соратником Леона Николя и впоследствии секретарём, а с 1922 года — председателем Женевской секции Социалистической партии. Сотрудничал в газете «Le Travail» — органе социалистической партии. В 1939 году вместе с партией присоединился к Швейцарской социалистической федерации, объединившей левое крыло социалистического движения в стране.
В 1924—1929 годах — депутат муниципального совета Пленпале (в 1926 году избран его вице-президентом), в 1919 и 1930—1941 годах — депутат кантонального парламента (Grand Conseil du canton de Genève). Был одним из четырёх депутатов Национального совета Швейцарии от социалистической партии (1922—1925 и 1928—1941).
В результате слухов об осуждении Леона Николя и Жака Дикера в женевском городском совете, распущенных правым движением, 9 ноября 1932 года начались противоборствующие демонстрации социалистов и ультраправых сторонников Жоржа Ольтрамаре, в город были введены войска, которые открыли огонь по демонстрантам, в результате чего 13 человек погибло и 65 были ранены. Дикер выступил адвокатом отданного в том же году под суд Николя.
27 мая 1941 года Социалистическая федерация была запрещена (а в июле и газета «Le Travail») и 11 июня все четыре парламентария от неё были изгнаны из Национального совета. Подвергся ксенофобскому остракизму в местной прессе.
Все эти годы практиковал в области уголовного права, в результате нескольких успешных процессов приобрёл общенациональную известность, защищал среди прочего деятелей социалистического движения в стране (был адвокатом советской стороны на процессе об убийстве Вацлава Воровского).

## Семья
- Сёстры — Нина Дайнов-Диккер (1876, Левинцы — 1970, Женева), швейцарский гинеколог и учёный-медик[17][18]; Бронислава Дикер, врач в Женеве[19]; Мария Дайнов-Диккер (1877—1943), дантист в Оренсе и позже в Париже (депортирована в Дранси)[20][21].
- Жена — Лея Диккер. Сын — Серж Диккер, доктор медицины (1938, тезис «Explication histogénétique des synoviomes» — гистогенетическое исследование синовиом); был близким другом прозаика Артюра Адамова[22]. Внук — филолог Пьер Диккер[23], его жена Мириам Гальперин — правнучка барона Горация Гинцбурга и дочь историка Владимира Гальперина (1921—1995), президента швейцарского Общества Януша Корчака[24]. Их сын (правнук Жака Диккера) — швейцарский писатель Жоэль Диккер[25].
- Дядя (брат матери) — потомственный почётный гражданин Григорий Маркович Городиский[26], был женат на Любови Флексор (дочери гебраиста Самсона Флексора и сестре правоведа Давида Флексора).
- Двоюродный брат — Марсель Павлович Городисский, юрист и театровед.